# Universidad de Magallanes
La Universidad de Magallanes (UMAG) es una universidad tradicional y pública, perteneciente al Estado de Chile. Es la universidad más importante de la Patagonia Chilena. Fue fundada el 26 de octubre de 1961 como el Instituto Profesional de Magallanes de la Universidad Técnica del Estado en la ciudad de Punta Arenas, capital de la Región de Magallanes y de la Antártica Chilena. Su primer rector fue el ingeniero Roberto Bravo Navarro.
Como consecuencia de la reforma de la educación superior impulsada durante el período del dictadura militar, el 26 de octubre de 1981, la sede más austral de la UTE se convirtió en la actual Universidad de Magallanes. El rector que ha liderado la institución por un periodo de tiempo más prolongado ha sido el Dr. Víctor Fajardo Morales, entre los años 1994 y 2014. 
El Campus Central de la Universidad de Magallanes se encuentra en la ciudad de Punta Arenas; cuenta con 5 facultades que imparten más de 35 carreras de pregrado y 16 de nivel técnico, cursos de capacitación, programas de postgrados (magíster, MBA y doctorados). La universidad cuenta con una matrícula de pregrado superior a los 4.800 alumnos en el año 2017.
Los Centros Universitarios de la Universidad de Magallanes se encuentran en las ciudades de Puerto Natales, Porvenir, Puerto Williams y Coyhaique, con lo cual la Universidad de Magallanes, se encuentra presente en los centros urbanos con mayor densidad poblacional de toda la Patagonia Chilena, con presencia en la Región de Magallanes y Antártica Chilena, en la Región de Aysén y fuerte presencia en investigación en la Antártica Chilena, asociado a la próxima construcción del Centro Antártico Internacional (CAI) de la UMAG en conjunto con el INACH.
Es una de las dieciséis universidades del Consorcio de Universidades del Estado de Chile (CUECH), pertenece al Consejo de Rectores de las Universidades Chilenas (CRUCH), y a la Agrupación de Universidades Regionales de Chile.
Actualmente se encuentra acreditada por la Comisión Nacional de Acreditación (CNA-Chile) por un período de 5 años (de un máximo de 7), desde diciembre de 2023 hasta diciembre de 2028.Figura en la posición 35 dentro de las universidades chilenas según la clasificación webométrica SCImago Institutions Rankings (SIR) 2024.Está en la posición 31 según el ranking de Webometrics 2024.

## Organización

### Campus, Centros e Instituto
Punta Arenas
- Campus Central de la Universidad de Magallanes ubicado en Avenida Bulnes #01855.
- Campus Instituto de la Patagonia ubicado en Avenida Bulnes #01890.
- Conservatorio de Música ubicado en Avenida Bulnes #345.
- Centro de Cultivos Marinos Bahía Laredo ubicado en km 24 Ruta 9 Norte.
- Liceo Experimental UMAG ubicado en Angamos #17.
- Centro Diurno para Adultos Mayores de la Universidad de Magallanes.
- Centro Asistencial Docente y de Investigación (CADI) ubicado en sector Hospital Clínico Magallanes.
- Centro de Excelencia de Biomedicina de Magallanes (CEBIMA)
- Jardín Infantil UMAG (kindergarten), en Campus Central, Punta Arenas.

Puerto Natales

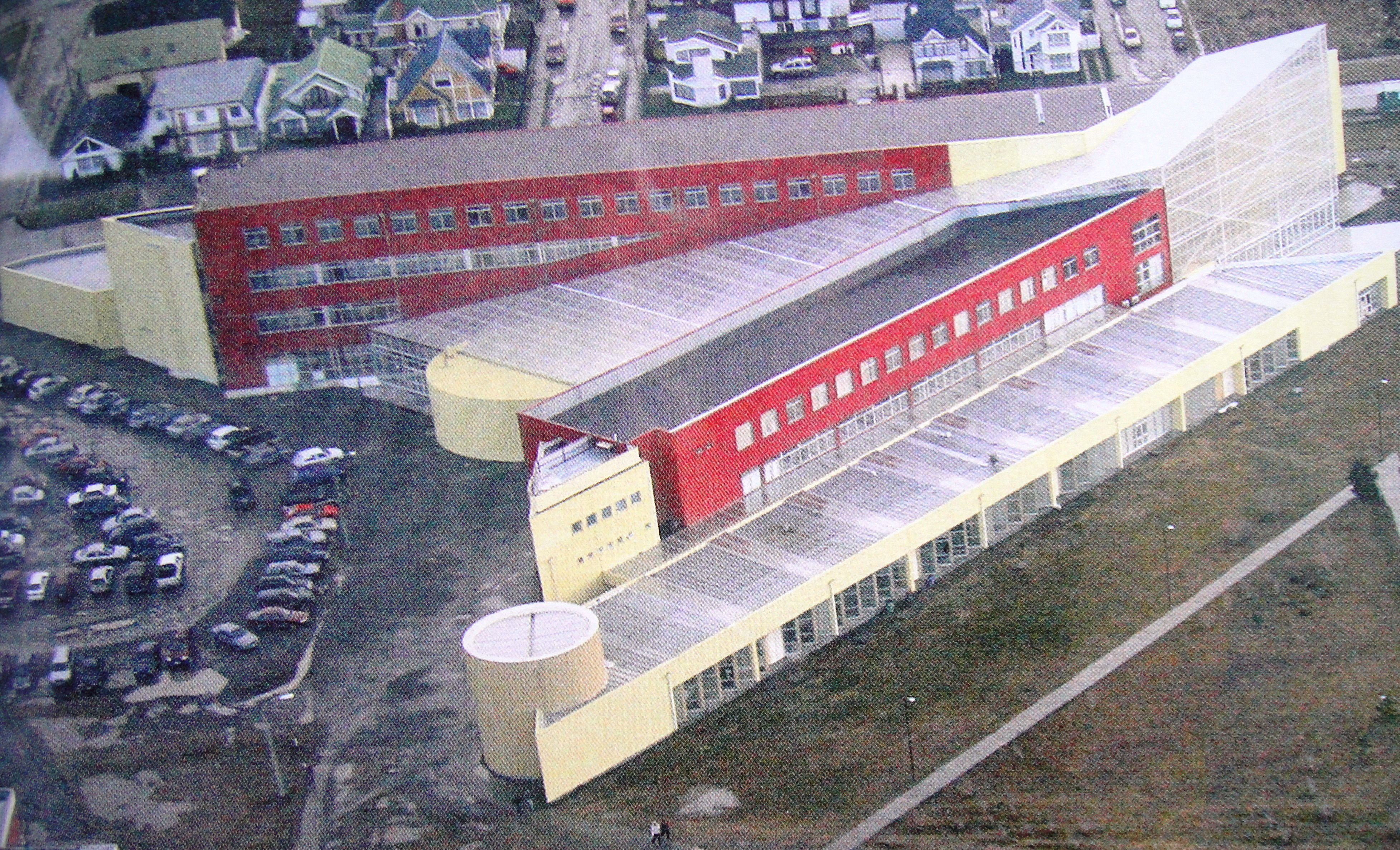
Vista aérea de las facultades de Ingeniería y Ciencias de la Universidad de Magallanes

- Campus Universitario Puerto Natales ubicado en km 1,5 Ruta 9 Norte, Puerto Natales.

Porvenir
- Centro Universitario Porvenir ubicado en Calle Manuel Señoret #739.

Puerto Williams
- Centro Universitario Puerto Williams ubicado en Teniente Muñoz #396.
- Parque etnobotánico Omora ubicado en kilómetro 2.5, oeste de Puerto Williams.

Coyhaique
- Centro Universitario de la Patagonia, ubicado en el Liceo Josefina Aguirre M. en Calle José Miguel Carrera #485

### Facultades
- Facultad de Ingeniería
- Facultad de Ciencias
- Facultad de Educación y Ciencias Sociales
- Facultad de Ciencias Económicas y Jurídicas
- Facultad de Ciencias de la Salud
- Escuela de Medicina

## Proyectos en etapa de construcción
- Centro de Investigación Subantártico Cabo de Hornos, en Puerto Williams. (en construcción)
- Centro de Teledetección, en Campus Central, Punta Arenas. (en proyecto)

## Campus Central

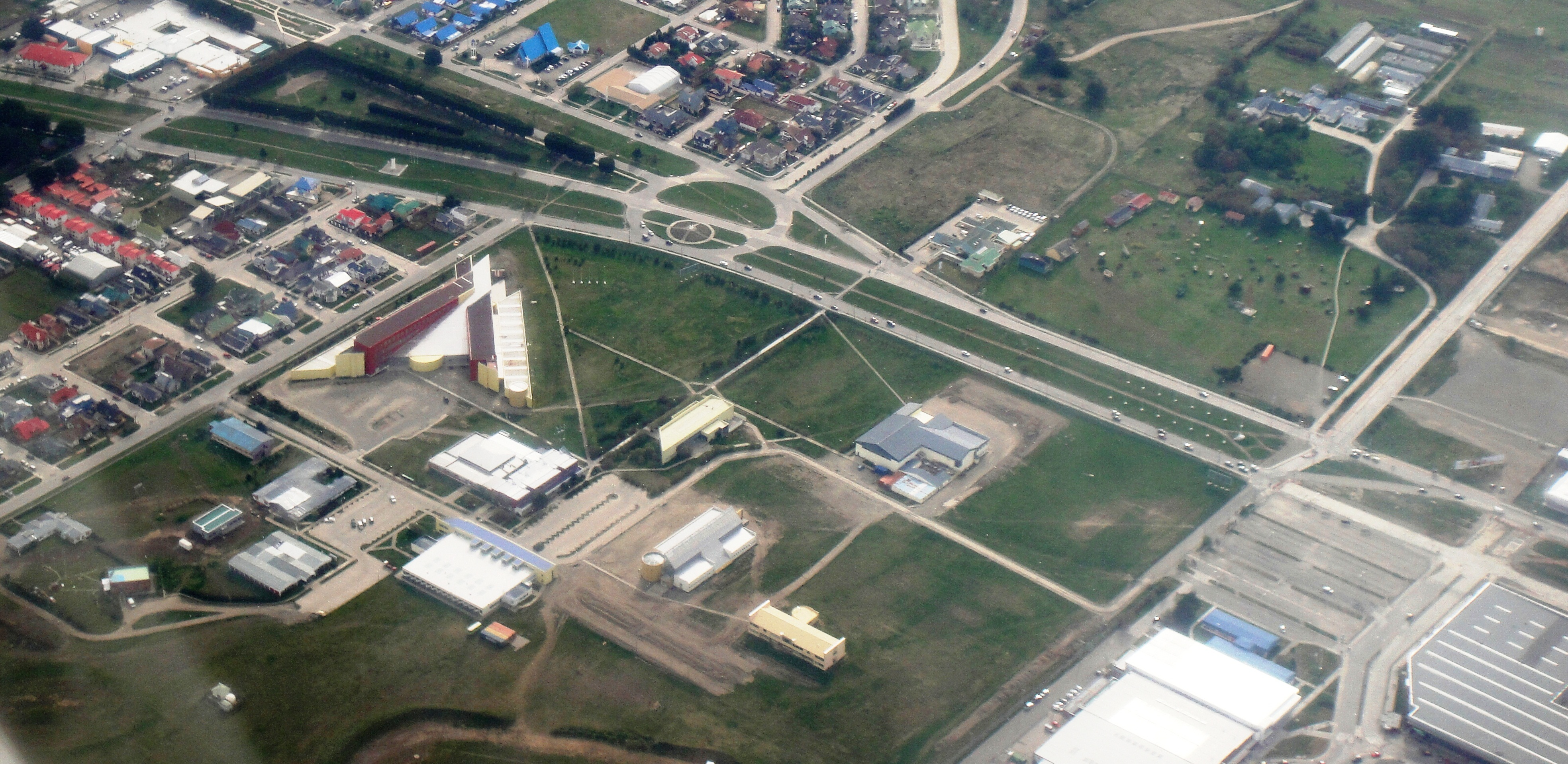
Vista aérea del Campus Central de la Universidad de Magallanes y del Instituto de la Patagonia en octubre de 2012.

El Campus Central de la Universidad de Magallanes es una amplia extensión de terreno ubicada en el sector norte de la ciudad de Punta Arenas. Se ubica en Avenida Bulnes 01855, colinda al norte con la Zona Franca de Punta Arenas y al poniente con el Instituto de la Patagonia. Dentro de este campus se encuentran los edificios principales de las cinco facultades de la universidad y la rectoría, además de edificios correspondientes a un casino, biblioteca central, pensionado, gimnasio, Centro Antártico Universitario, estadio, DAE, CERE, UPPA, Centro de Intercambios estudiantiles, entre otras instalaciones.

## Dirección de Extensión y Comunicaciones

### Conservatorio de Música UMAG

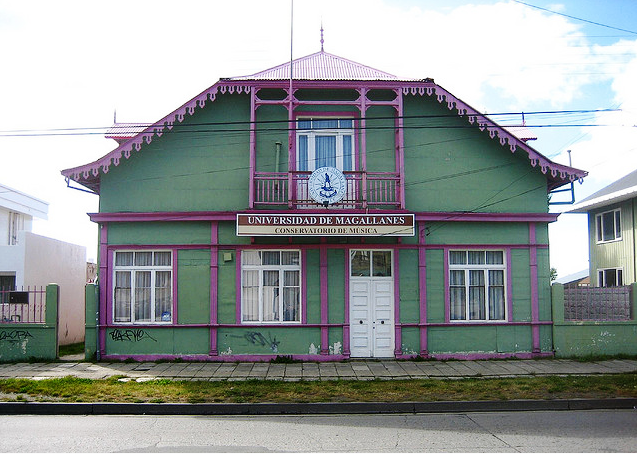
Conservatorio de Música de la Universidad de Magallanes.

El Conservatorio de Música de la Universidad de Magallanes nace en el año 1989, ubicado en Avenida Bulnes #345, en el centro de la ciudad de Punta Arenas, desde sus inicios ha desarrollado una importante labor tanto en la formación musical de niños y jóvenes de la Patagonia Austral, como en la difusión de música docta dentro de la Región de Magallanes y la Patagonia.

### Radio y TV UMAG

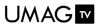
Logo Universidad de Magallanes Televisión.

Desde el año 2007 se puso en marcha una señal televisiva llamada Universidad de Magallanes Televisión, ubicada en el canal 34 del sistema de televisión por cable TV RED. Transmitiendo desde sus estudios de televisión en el tercer y cuarto piso de la Facultad de Ingeniería de la Universidad de Magallanes.
Dentro de sus objetivos, se encuentra el constituirse en un importante intermediario y agente informativo del desarrollo regional, a través de la difusión permanente de material audiovisual con contenidos educativos y culturales, y también noticias sobre la universidad y la comunidad universitaria, así permite establecer una red comunicativa entre la universidad y los habitantes de la Región de Magallanes.

### American Corner UMAG
American Corner UMAG es un centro de información, esparcimiento y cultura ubicado al interior del Campus Central de la Universidad de Magallanes, en segundo piso de la Biblioteca Central UMAG, este nace de un convenio firmado en entre la Universidad de Magallanes y la Embajada de los Estados Unidos de América en Chile, con el objetivo de promover el intercambio cultural y científico entre Chile y Estados Unidos. Además cada año es el punto de encuentro para científicos de la universidad con los científicos del proyecto Ice Bridge de la NASA.

## Instituto de la Patagonia

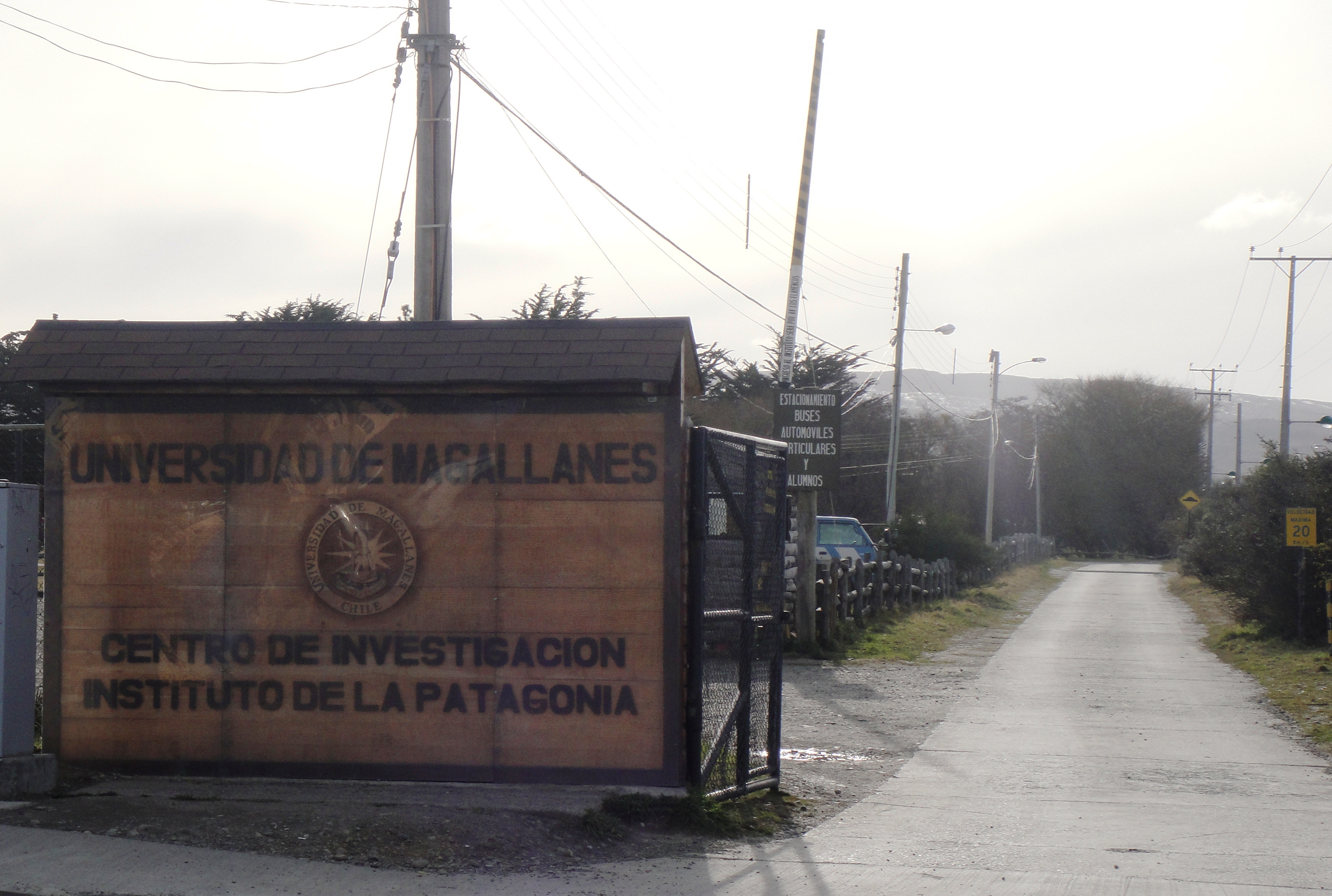
Entrada al Campus Instituto de la Patagonia de la Universidad de Magallanes.

El Instituto de la Patagonia es un instituto de investigación, archivos, museo y docencia ubicado en Avenida Bulnes #01890, casi al frente del Campus Central, en la ciudad de Punta Arenas.
Fue fundado por el abogado, ex Intendente de la Región de Magallanes y Premio Nacional de Historia de Chile, Don Mateo Martinic Beros en 1969 e incorporado en el año 1985 a la Universidad de Magallanes, es un Centro de estudios e investigaciones cuyo sujeto geográfico es la región meridional americana, particularmente la de Magallanes.
Sus objetivos permanentes son los de contribuir al conocimiento desarrollo y difusión de las ciencias humanas y naturales en lo que se refiere específicamente al acontecer humano en el tiempo y a las características de los ecosistemas naturales. 

### Anales del Instituto de la Patagonia
El Instituto de la Patagonia edita anual y regularmente desde el año 1970 los anales del Instituto de la Patagonia en sus series Ciencias Humanas y Ciencias Naturales, revista que recoge las contribuciones derivadas de la actividad científica de sus investigadores y de terceros asociados a la misma.

### Magallania
Antigua serie Ciencias Humanas de Anales del Instituto de la Patagonia, Universidad de Magallanes, publicada desde 1970 en forma regular con un volumen por año y a contar del 2005 con 2 volúmenes; tiene por objetivo principal la publicación de trabajos originales e inéditos realizados preferentemente por los investigadores de la Universidad de Magallanes y académicos asociados pertenecientes a otras entidades del país y del extranjero, en los campos de las Ciencias Sociales y Humanidades referidos a la Patagonia, Tierra del Fuego, Antártica e islas adyacentes y el Océano Pacífico sur-oriental.

### Centros y áreas
Centro de estudio del Hombre Austral 
- Historia
- Arqueología
- Antropología
- Área de Geociencias
- Climatología
- Geología
- Glaciología
- Micropaleontología
- Área de Biología
- Botánica
- Entomología
- Hidrobiología (Pabellón de colecciones biológicas y Gea)
- Zoología
- Centro de Horticultura y Floricultura

## Área de Investigación Universidad de Magallanes

### DPA UMAG (Dirección de Programas Antárticos)
La Universidad de Magallanes está ubicada en una localización privilegiada para los estudios sobre el Continente Antártico, por su cercanía a dicho continente.
Dentro del Campus Central se encuentra el Centro Antártico de la Universidad de Magallanes donde se encuentra la Dirección de Programas Antárticos que fue creada en 1994 con el propósito de contribuir al desarrollo, promoción e implementación de líneas de investigación científica y tecnológica propias de la Universidad de Magallanes, en los diversos sistemas naturales de la Antártica, incluyendo los sistemas asociados de latitudes templadas. 
Estas áreas y en particular el continente Antártico, son reconocidos por la comunidad científica como un gran laboratorio para el estudio de amplios temas científicos, actualmente de gran preocupación mundial.
En los últimos años han prestado colaboración a delegaciones científicas antárticas con base en Punta Arenas de la NASA junto a universidades de Estados Unidos.

### CERE (Centro de Estudios de los Recursos Energéticos)
El Centro de Estudios de los Recursos Energéticos (CERE) está ubicado dentro del Campus Central, este centro está bajo el alero de la Facultad de Ingeniería de la Universidad de Magallanes, su director es el Dr. Humberto Vidal.
El CERE busca soluciones innovadoras en el campo de la planificación energética y el uso de los recursos naturales productivos, los energéticos en especial, en armonía con el ambiente. Con el objetivo de ser líderes en el desarrollo y transferencias de tecnología que contribuyan al crecimiento sustentable de la Patagonia y de Chile.
Por encargo del gobierno de Chile, a través del ministerio de energía, CERE UMAG fue el encargado de liderar el equipo multidisciplinario de investigación que entre 2015 y 2016 realizó los estudios para determinar el huso horario propio de la región, llamado "Hora de Magallanes", por lo cual desde el año 2017, la región cuenta con un horario propio y diferente al resto de Chile.

### Estación de Monitoreo de Radionucleidos UMAG
La Estación de Monitoreo de Radionucleidos ubicada en el Campus Central de la Universidad de Magallanes, funciona desde el año 2000 y es uno de los dos que existen en Chile (el otro está localizado en Isla de Pascua).
La función de esta estación es detectar partículas que contienen radiactividad en el aire. 
La estación está compuesta por una caseta donde se encuentra la máquina y una esfera blanca que en su interior alberga una antena satelital. Funciona continuamente de día y noche filtrando aire, este pasa por un detector que analiza las partículas y los resultados son enviados vía satélite a la central ubicada en Viena, Austria.

### Red de Monitoreo Ozono y Radiación Ultravioleta UMAG
La Red de Monitoreo de Ozono y Radiación ultravioleta (LabO3RYV), está ubicada en la Facultad de Ciencias de la Universidad de Magallanes realiza como principal tarea el monitorear y tomar datos de la capa Ozono y Radiación ultravioleta, esta red ha sumado un alto prestigio por lo que sus datos son tomados por los principales medios de comunicación de la región, principalmente en los meses de mayor radiación solar, para que la población tome las medidas de prevención. Las mediciones se realizan en las ciudades de Punta Arenas y Puerto Natales. 
Los estudios atmosféricos de la universidad se realizan en asociación con la Agencia de Cooperación Internacional de Japón

### Centro de Cultivos Marinos Bahía Laredo
El Centro de Cultivos Marinos Bahía Laredo (CCML) fue creado el año 1997 con el objetivo de promover la investigación de especies marinas con potencial para la acuicultura.
Actualmente alberga al Centro de Biodiversidad Marina y Acuario Marino, además de las instalaciones experimentales de una serie de proyectos donde destacan el cultivo de pez plano (halibut), caracol trofón, ostión austral y puyes.

## Liceo Experimental UMAG
El Liceo Experimental de la Universidad de Magallanes, ubicado en la calle Angamos #17 en la ciudad de Punta Arenas en el edificio donde originalmente se ubicaba el Instituto Profesional de Magallanes creado en 1961 que luego pasaría a ser la Universidad de Magallanes en 1981.
Se crea el año 2000 con tan solo 5 primeros medios, hoy en día este liceo cuenta con enseñanza básica y media completa. El objetivo por el cual se crea este establecimiento educacional es de formar un liceo científico humanista con proyecciones hacia la formación de la educación superior.

## Parque etnobotánico Omora
El Parque etnobotánico Omora es un jardín botánico y área protegida de unos 3 kilómetros cuadrados de extensión, con actividades de investigación científica, educación y conservación de las especies de la zona austral chilena, que depende administrativamente de la Universidad de Magallanes. 
El parque se sitúa en el centro el reserva de la biosfera de Cabo de Hornos. El nombre « Omora» del parque procede de la palabra yagana para el colibrí Sephanoides sephaniodes.
Está ubicado en la región de los bosques australes del sur de Chile (55°S), a 2,5 km al oeste de la ciudad de Puerto Williams en la Isla Navarino.

## Egresados destacados
- Karim Bianchi, ingeniero civil, diputado por Magallanes.
- Javiera Morales, abogada, diputada por Magallanes.
- Judith Pardo, bióloga y paleontóloga.
- Jennifer Rojas, asistente social, ex intendenta y delegada presidencial.